# Estação Chamberí

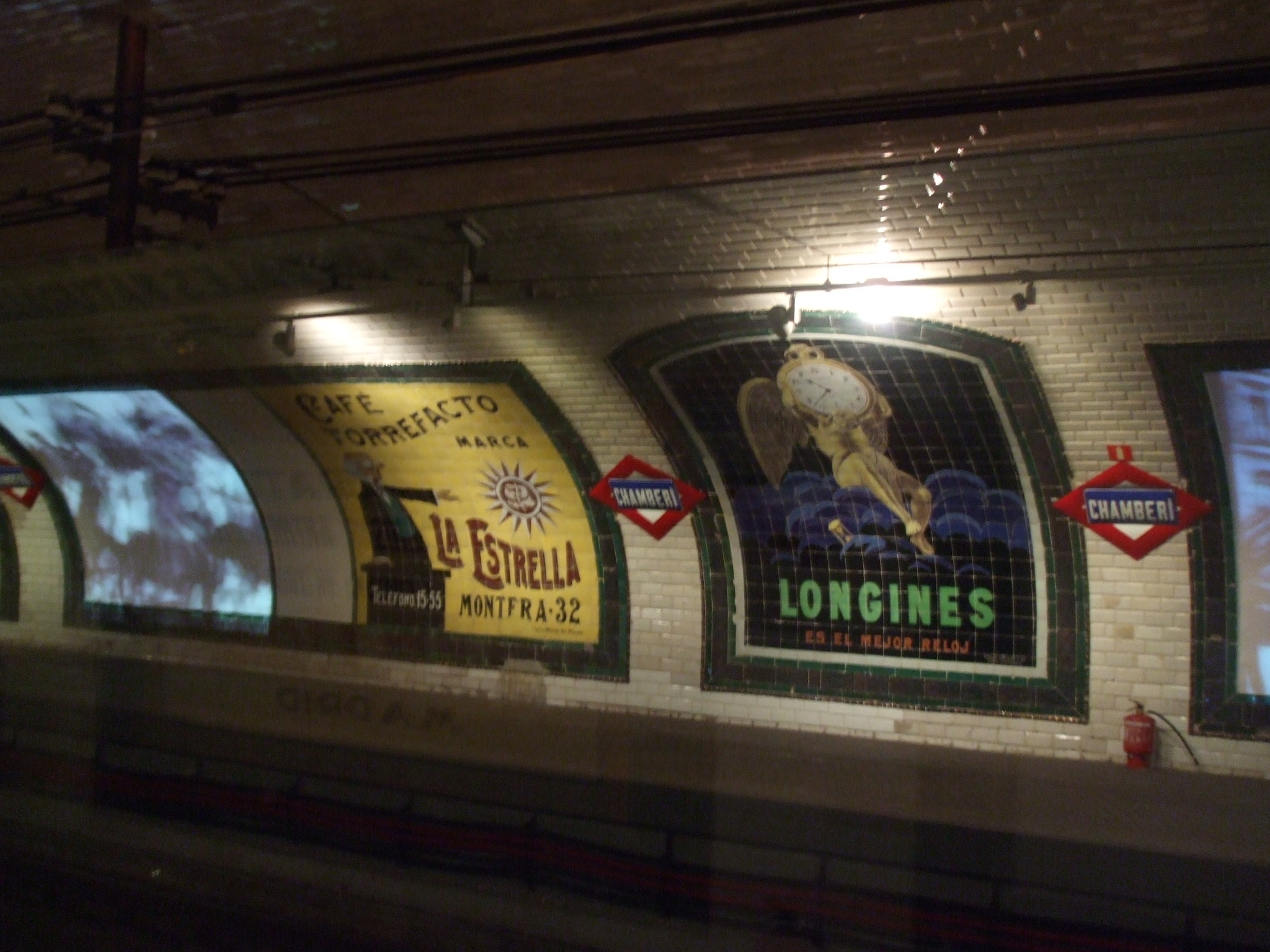
Museo del Suburbano

Chamberí (Metro de Madrid) é uma estação "fantasma" do Metro de Madrid.
Foi transformada em museu.